# 英国放送協会のラジオ放送
この項では、英国放送協会（以下BBC）のラジオ放送について解説する。

## BBCのラジオ放送の歴史

### 開局 - 第二次世界大戦

#### 英国ラジオの黎明期
1920年1月15日、英国郵政庁はグリエルモ・マルコーニが設立した無線機メーカー、マルコーニ無線電信会社の英国チェルムスフォードのニュー・ストリート工場の無線電話装置にラジオ放送の免許を与え、長波帯の波長2,500m（周波数120 kHz）の6 kWで定期放送がはじまった。
- 同年2月23日、15 kWの新型送信機による定時放送（11:00-11:30と20:00-20:30）が3月6日まで行われたあと、不定期放送に戻った[1]。
- 同年6月15日にはオペラ歌手ネリー・メルバ夫人のライブ音楽放送が三カ国語で欧州大陸へ向けて放送され、注目を浴びた[2][3][4][5]。これが世界初の国際放送である[6]。
- チェルムスフォードのラジオ放送は大西洋を越えカナダでも受信された[7]。しかし同年秋、英国空軍の無線に混信を与えることが問題となり、英国におけるラジオ放送は封印されてしまった。

2年後、英国ラジオ放送の封印が解かれた。そのきっかけとなったのは、1920年11月2日にウェスティングハウス電機製造会社の技術者フランク・コンラッドにより、世界初の商業ラジオ局KDKAがスタートし、1921年頃になると米国でラジオ放送の人気が急騰したことだった。その評判が英国にも届くようになると、ラジオ放送の再開陳情が英国郵政庁に繰返された。
1922年2月14日、英国郵政庁はチェルムスフォード郊外のライトルのマルコーニ科学機器社MSIC（Marconi Scientific Instrument Company, Ltd.）にラジオ放送を許可し毎週火曜日に定時放送（19:35-20:00）がはじまった。英国郵政庁はライトルのラジオ局に呼出符号2MTを付与した。なお空軍無線に混信を与えないよう、周波数は中波帯の波長700m（周波数430 kHz）とし、電力は0.25 kW（250 W）に制限された。
1922年5月11日、マルコーニ科学機器社MSICはライトル2MTに次ぐ第二局をロンドンに開局し、火曜日と木曜日の夜に30分間の放送を始めた。英国郵政庁はこのラジオ局には呼出符号2LOを付与した。また5月16日にはマンチェスターのメトロポリタン・ヴィッカーズ社が英国郵政庁の許可を得て、呼出符号2ZYで試験放送をスタートさせている。

#### 英国放送会社BBCの設立
1922年10月18日、英国郵政庁の音頭により、マルコーニ社、メトロポリタン・ヴィッカーズ社、無線通信社（Radio Communication Company）、ウェスタン・エレクトリック、ゼネラル・エレクトリック・カンパニー、英トムソン・ヒューストン社の6社が中心に出資し、英国放送会社（British Broadcasting Company）が設立された。マルコーニ科学機器社MSICのロンドン2LOや、メトロポリタン・ヴィッカーズ社のマンチェスター2ZYは新会社（英国放送会社）へ移管されることになった。
- 同年11月14日、まずロンドン2LOが波長361m（周波数831 kHz）で英国放送会社ロンドン局として放送を開始し、翌15日には波長384m（周波数781 kHz）で、マンチェスター2ZYとバーミンガム5ITも英国放送はじめた[10]。年末に12月24日にニューカッスル5NOが波長312m（周波数962 kHz）で開局した。
- 1923年1月17日、英国放送会社に移管されずにマルコーニ科学機器社MSICに残っていたライトル2MTは、「英国ラジオ放送を再開させる」という大役を終えて閉局した。英国放送会社のラジオ局は、同年2月13日にカーディフ5WA、同年3月6日にグラスゴー5SC、同年10月10日にアバディーン2BD、同年10月17日にボーンマス6BDが続いた。

1926年5月 - ゼネストが発生し、新聞の発行も止まる中、BBCは放送を継続し、双方の模様を伝える形でストを報道（通信社からのニュース配信も止まったため、ここでBBCは初めて自前の記者を雇ってニュースを収集する）。正確な情報を伝えたことで、ニュースメディアとしてのラジオの信頼性が大きく高まった。

#### 英国放送協会BBCの設立
- 1927年1月 - 英国放送会社が、国王の特許状に存立の根拠を置く英国放送協会（British Broadcasting Corporation）に改組。
- 1930年 - 英国放送協会は2LO等の呼出符号の使用を中止した[12]。英国放送協会は全国放送を「BBCナショナル・プログラム（National Programme・全国放送）」、各都市の放送を「BBCリージョナル・プログラム（Regional Programme）」とした。
- 1932年12月 - 19日、海外向け放送「エンパイア・サーヴィス（Empire Service）」開始。25日、ジョージ5世のクリスマス・メッセージを全国放送。これ以後、王室行事などの中継が本格化する。
- 1938年1月 - エンパイア・サーヴィスで初の外国語放送（アラビア語）開始。順次ヨーロッパ大陸の言語でも放送開始。
- 1939年9月 - 対独宣戦布告放送。戦時下体制として、ナショナル・プログラムとリージョナル・プログラムを停止し、「BBCホーム・サーヴィス（Home Service）」に一本化。エンパイア・サーヴィスも「エクスターナル・サーヴィス（External Service）」に改称。
- 1940年1月 - フランスに駐留するイギリス軍に向けた放送として、「BBCフォース・プログラム（Forces Programme）」開始。教養番組中心のホーム・サーヴィスと違い、軽音楽やバラエティー・ショー中心の番組編成が一般の英国民にも広く受け入れられ、フォース・プログラムの聴取者数が、たちまちホーム・サーヴィスのそれを抜き去る[13]。イギリス軍は同年6月にドイツ軍に敗れ本国に撤退するが、フォース・プログラムは継続される。
- 1941年 - 現在も放送されている『Desert Island Discs』放送開始。
- 1943年7月 - エクスターナル・サーヴィス下で日本語放送開始。
- 1944年 - フォース・プログラムが「ジェネラル・フォース・プログラム（General Forces Programme）」に改称（1946年まで存続）。
- 1945年 - 第二次世界大戦終結。ホーム・サーヴィス下で地域放送が再開。フォース・プログラムの内容を受け継ぐ形で「BBCライト・プログラム（Light Programme）」が開局。

### 第二次世界大戦後 - 1980年代
- 1946年
  - 9月 - クラシック音楽などのハイカルチャーを扱う「BBCサード・プログラム（Third Programme）」開局。夕方6時から6時間の放送。
- 1955年 - FM放送開始。
- 1957年 - サード・プログラムが放送されていない日中の時間帯に、教育番組を扱う「ネットワーク3（Network 3）」放送開始。
- 1965年 - エクスターナル・サーヴィスの通称がBBCワールド・サーヴィスになる。
- 1967年 - BBCラジオ1（Radio 1）放送開始（中波のみ）。ライト・プログラムはラジオ2（Radio 2）[14]、サード・プログラムはラジオ3（Radio 3）、ホーム・サーヴィスはラジオ4（Radio 4）に改称。ネットワーク3は放送終了、番組はラジオ3・ラジオ4に引き継がれる。地方ラジオ局の設置も始まる。
- 1975年 - BBCラジオ・アルスター（Radio Ulster・北アイルランド放送局・ベルファスト本拠）、BBCラジオ・フォイル （Radio Foyle・北アイルランド放送局・デリー本拠）開局。
- 1977年 - BBC Radio Cymru（ウェールズ地域語放送局）開局。
- 1978年 - 議会のラジオ中継開始。BBCラジオ・ウェールズ（Radio Wales・ウェールズ英語放送局）、BBCラジオ・スコットランド（Radio Scotland・スコットランド英語放送局）開局。
- 1985年 - BBC Radio nan Gàidheal（スコットランド地域語放送局）開局。
- 1988年 - ワールドサーヴィスが正式名称になる。ラジオ1のFM放送開始[15]。

### 1990年代 - 現在
- 1990年 - ラジオ2がFM放送に完全移行。空いたAMの周波数を使い、「ラジオ5（Radio 5）」放送開始。
- 1991年 - 湾岸戦争勃発。ラジオ4はFM放送を湾岸戦争報道中心の内容に変更。ワールドサーヴィス日本語放送終了。
- 1994年 - ラジオ5がBBCラジオ5 ライヴ（Radio 5 Live）に再開局。ラジオ1がFM放送に完全移行。
- 1995年 - デジタルラジオ放送（DAB）開始。
- 2002年 - ラジオ5ライヴ スポーツエクストラ（Radio 5 Live Sports Extra）、「BBC6ミュージック」（BBC 6 Music）、ラジオ1エクストラ（Radio 1 Xtra)、アジアンネットワーク（Asian Network）、「BBC7」がデジタル放送開始。
- 2007年 - BBC iPlayerがサーヴィス開始。
- 2011年 - BBC6ミュージックがBBCラジオ6ミュージック（BBC Radio 6）に、BBC7がBBCラジオ7（BBC Radio 7）に改称。
- 2010年 - BBCの組織再編策として、ラジオ6とアジアン・ネットワーク閉鎖の計画が持ち上がっていることが報道される。リスナーから反対運動が起こったこともあり、今のところ計画は凍結されている。
- 2011年 - BBCラジオ7がラジオ4エクストラ（Radio 4 Extra）に改称。
- 2018年 - 1月、Radio Cymru2が放送開始。
- 2018年10月 - BBC iPlayerのラジオサービスをBBC Soundsにリニューアル。ポッドキャストなどとサービスが一本化。
- 2020年10月 - デジタル専門局BBCラジオ1 ダンス放送開始。
- 2021年4月 - デジタル専門局BBCラジオ1 リラックス放送開始。
- 2022年 - ラジオ5ライヴ スポーツエクストラがラジオ5 スポーツエクストラ（Radio 5 Sports Extra）に改称。

## 現在のラジオ放送の形態

### ラジオ1
FM（97-99MHz）・デジタルで放送。2023年の調査では英国内の聴取者数は757万6000人（後述する「エクストラ」を除いた人数）。15歳から29歳までの年齢層を対象とし、日中は最新ヒット曲を、夜間はロック、ダンス・ミュージック、ヒップホップ、ブラック・ミュージックの専門番組を中心にオンエアしている。
最新のヒット曲を多くオンエアしたり、アメリカ式の番組進行を行ったことで1960年代に人気を博した、海賊ラジオ局の人材をリクルートする形で設立された。その一人であったジョン・ピールは、2004年に急逝するまで、その音楽の表現形式にとらわれず当時最新の音楽を積極的にオンエアし、人気を博した。
また、若年層が関心を示すニュースや話題を、BBCの若手アナウンサーがダンスミュージックに合わせて読む「ニュースビート」が日中の毎時30分に放送されている。放送時間は通常約3分であるが、現地時間の12時45分と17時45分には15分のロングバージョンが放送されている（土日・祝祭日・年末年始を除く）。
火曜深夜のジャイルス・ピーターソンのプログラムは日本のJ-WAVEでも放送されていたが、2012年春でプログラム自体が終了。

### ラジオ2
FM（88-91MHz）・デジタルで放送。聴取者数は1445万8000人で、英国内で最も聴かれている放送局である。
ラジオ1より上の年齢層を対象にしており、ラジオ1で人気を博したプレゼンターが、リスナーの年齢層移動に合わせてラジオ2に移籍することが多い。オールディーズや軽音楽、60年代以降のロック・ポップスを中心にオンエアしているが、年齢層に合うものであれば最新のヒット曲も流される。
ジェイミー・カラムが同局でプレゼンターを務める番組が、2014年4月から翌年3月までInterFMでも『Jamie Cullum's Jazz Riot』のタイトルで放送されていた。

### ラジオ3
FM（90-93MHz）・デジタルで放送。聴取者数は193万1000人。クラシック音楽を中心に、オペラ、現代音楽、ジャズ、ワールドミュージックなどを扱う音楽番組のほか、ネットワーク3の流れを汲み、文学や絵画などの芸術を扱う番組、科学や歴史を扱う教育番組も放送される。
BBCプロムス開催時は、毎日生中継・録音放送を行う。『Choral Evensong（聖歌隊の夕べ）』は1926年、『Composer of the week（今週の作曲家）』は1946年から放送されている長寿番組である。
BBC交響楽団などのBBC内音楽グループによるコンサートの中継や、スタジオ演奏中継のプログラムが多く組まれており、同局で放送される音楽の55パーセントはオリジナル演奏である。

### ラジオ4
長波・中波・FM（92-95MHz / 103-105MHz）・デジタルで放送。聴取者数は933万9000人（後述する「エクストラ」を除いた人数）。ニュース・ドラマ・ドキュメンタリー・ガーデニングなど総合的な編成が組まれている。
長波では他のチャンネルと別内容になる場合がある（船舶向けの海洋気象通報を独自に編成したり、クリケットの長時間中継を組む）。
時事番組『ザ・ワールド・アット・ワン（The World at One）』、各界の著名人を招いて、「無人島に流れ着いたときに聴きたいレコード」について話を聞く『デザート・アイランド・ディスクス（Desert Island Discs・無人島レコード）』、平日朝のニュースワイド番組『トゥデイ（Today）』などの人気番組を擁する。
24時間放送ではあるが、深夜1時から5時20分まではワールドサーヴィスの番組をオンエアしている。

### ラジオ5 ライヴ
中波・デジタルで放送。聴取者数は510万4000人（後述する「スポーツエクストラ」を除いた人数）。ニュース番組や聴取者参加型番組、スポーツ中継を放送している。スポーツ中継は、サッカー、ラグビー、ゴルフ、競馬、フォーミュラ1（決勝）が中心。FIFAワールドカップやオリンピック、スーパーボウルも放送する。
BBCの各イングランド内地方局は、深夜帯に独自編成を組まず、ラジオ5 ライヴのサイマル放送を行っていることが多い。

### ラジオ1 エクストラ
デジタル専門局。聴取者数は79万2000人。ブラック・ミュージックを中心に、ヒップホップ、リズム・アンド・ブルース、2ステップ、ダンスホールレゲエ、ドラムンベースなどにオンエアする曲を特化している。
夜枠はラジオ1とのサイマル放送を組む場合が多い。

### ラジオ1 ダンス
デジタル専門局。ラジオ1で放送されるダンスミュージック番組のサイマル放送・再放送を行うほか、プレイリストも放送。

### ラジオ1 リラックス
デジタル専門局。ラジオ1やラジオ1 エクストラで放送されるアンビエントミュージック番組のサイマル放送・再放送を行うほか、プレイリストも放送。

### ラジオ4 エクストラ
デジタル専門局。旧BBCラジオ7。聴取者数は166万6000人。ラジオドラマ・教養・子供向け番組を中心に放送。
BBCは2022年5月26日に経営改革の一環として、2025年以降にBBCサウンズと統合する方針を表明した。

### ラジオ5 スポーツエクストラ
デジタル専門局。聴取者数は110万5000人。ラジオ5 ライヴのスポーツ中継を補完している。ラジオ5 ライヴで扱う競技の他にも、フォーミュラ1（予選）、クリケット（まれにラジオ4の長波でも中継されるほか、ラジオ5 ライヴ本体でも特番を編成する）、フィールドホッケー（アイスホッケーもまれに中継する）、ボート競技、水球、テニス、ボクシング、ロードレースなどを扱う。かつてはアメリカンフットボール（NFL）や野球（メジャーリーグ）やといったアメリカンスポーツも扱っていたが、2013年を境に中継が行われていない（NFLに関しては、2014年シーズンにNFCチャンピオンシップゲーム・AFCチャンピオンシップゲームの中継を当局で行った）。
いつも放送されているわけではなく、必要があるときのみ放送を行う。

### ラジオ6 ミュージック
デジタル専門局。聴取者数は271万1000人。幅広いジャンルを扱う音楽番組の専門局。実質的にはラジオ2の兄弟局である（総責任者は同一人物）。
BBCに残されているさまざまなミュージシャンのオリジナル演奏（BBCセッションズ）を積極的にオンエアしている。
ジャイルス・ピーターソンがラジオ1退任後に同局で開始した番組を抜粋し、一部独自内容を加えた『The Worldwide 60 with Gilles Peterson』が、2014年4月より翌年3月までInterFMで放送されていた。

### アジアン ネットワーク
中波（ただし可聴範囲は各都市レベルにとどまる）・デジタルで放送。聴取者数は44万4000人。英国内のアジア人（主にインド・パキスタン系）を対象にした局。
プログラム自体の起源は、1976年にBBCラジオ・レスター局のプログラムの一部として始められた時にあるが、デジタル対応により完全オリジナルの編成になった2002年が、局としての出発の日になっている。
英語放送を中心に、ヒンディー語、ウルドゥ語、パンジャーブ語、ベンガル語の番組もある。音楽・トーク番組のほか、ドキュメンタリー番組なども編成されている。
2017年からはラジオ1・1エクストラの兄弟局となり、聴取者の対象年齢層を大幅に下げた。あわせて「英国内のマイノリティ民族同士の融合を図る」として、（1エクストラのように）ブラックミュージックがオンエアされる機会も多くなっている。

### ラジオ スコットランド／ラジオ ウェールズ
それぞれスコットランド・ウェールズの英語放送局。聴取者数はそれぞれ、85万人と、32万9000人。スコットランドには傘下にシェトランド諸島向けの局BBCラジオ・シェトランド（BBC Radio Shetland）と、オークニー諸島向けの局BBCラジオ・オークニー（BBC Radio Orkney）があり、一部の時間でスコットランド本局とは別の独自内容の番組を放送している。

### Radio nan Gàidheal／Radio Cymru
それぞれスコットランド（スコットランド・ゲール語）・ウェールズ（ウェールズ語）の地域語放送局。聴取者数は、Radio Cymruは32万9000人。ラジオ5・ライヴや英語放送のサイマル放送時を除き、すべて固有の言語で放送する（スポーツ中継も）。2018年1月、朝の時間帯に音楽を中心とした番組を放送するデジタル専門局・Radio Cymru 2が開局。

### ラジオ アルスター／ラジオ フォイル
双方とも北アイルランドの英語放送局であるが、前者はベルファスト、後者はデリーに本拠を置く。聴取者数は、ラジオ アルスターは45万6000人。フォイルは一部のみ独自編成で、それ以外はアルスターとのサイマル放送である。

### 各ローカル放送
以下のイングランドの各都市・地方に設立されたBBCの地方局は、ロンドンからの全国放送とは別の周波数で、独自編成を組んで放送を行っている。聴取者数は、合計で、738万1000人。
- BBCラジオ・バークシャー
- BBCラジオ・ブリストル
- BBCラジオ・ケンブリッジシャー
- BBCラジオ・コーンウォール
- BBCラジオ・CWR[22]
- BBCラジオ・カンブリア
- BBCラジオ・ダービー
- BBCラジオ・デヴォン
- BBCエセックス
- BBCラジオ・グロスタシャー
- BBCラジオ・ガーンジー
- BBCヘレフォード&ウスター
- BBCラジオ・ハンバーサイド[23]

- BBCラジオ・ジャージー
- BBCラジオ・ケント
- BBCラジオ・ランカシャー
- BBCラジオ・リーズ
- BBCラジオ・レスター
- BBCラジオ・リンカンシャー
- BBCラジオ・ロンドン
- BBCラジオ・マンチェスター
- BBCラジオ・マージーサイド
- BBCラジオ・ニューカッスル
- BBCラジオ・ノーフォーク
- BBCラジオ・ノーサンプトン
- BBCラジオ・ノッティンガム

- BBCラジオ・オックスフォード
- BBCラジオ・シェフィールド
- BBCラジオ・シュロップシャー
- BBCラジオ・ソレント[24]
- BBCラジオ・サマセット[25]
- BBCラジオ・ストーク
- BBCラジオ・サフォーク
- BBCラジオ・サリー[26]
- BBCラジオ・サセックス[27]
- BBCラジオ・ティーズ[28]
- BBCスリーカントリーズ・ラジオ[29]
- BBCラジオ・ウィルトシャー[30]
- BBCラジオ・WM[31]
- BBCラジオ・ヨーク

## その他
- 上記のほぼすべての局の番組は、各局のホームページからBBC Soundsを通じてリアルタイム配信されており、放送を終えた番組も期間限定で後追い聴取・再聴取が可能である。ただし、一部のスポーツ中継は配信されない場合がある。